# Henik Łojka
Henik Łojka (biał. Гэнік Лойка; ur. 9 marca 1962 we wsi Mikielewszczyzna) – białoruski rzeźbiarz i nauczyciel, autor pierwszego na Białorusi pełnofigurowego pomnika Tadeusza Kościuszki.

## Życiorys
Urodził się 9 marca 1962 roku we wsi Mikielewszczyzna, w rejonie mostowskim obwodu grodzieńskiego Białoruskiej SRR, ZSRR. Ukończył Białoruski Instytut Teatralno-Artystyczny. Pracował w Muzeum Architektury i Rzemiosła Ludowego, w Zasławskim Rezerwacie Historyczno-Kulturowym, w Koledżu Artystycznym im. I. Achremczyka, w Mińskiej Uczelni Artystycznej im. A. Hlebacza. Jeden z twórców działającej w latach 1979–1984 organizacji kulturalnej „Majstrounia”. Obecnie pracuje jako wykładowca rzeźby w Szkole Średniej Nr 185 o profilu architektoniczno-artystycznym w Mińsku.

## Twórczość

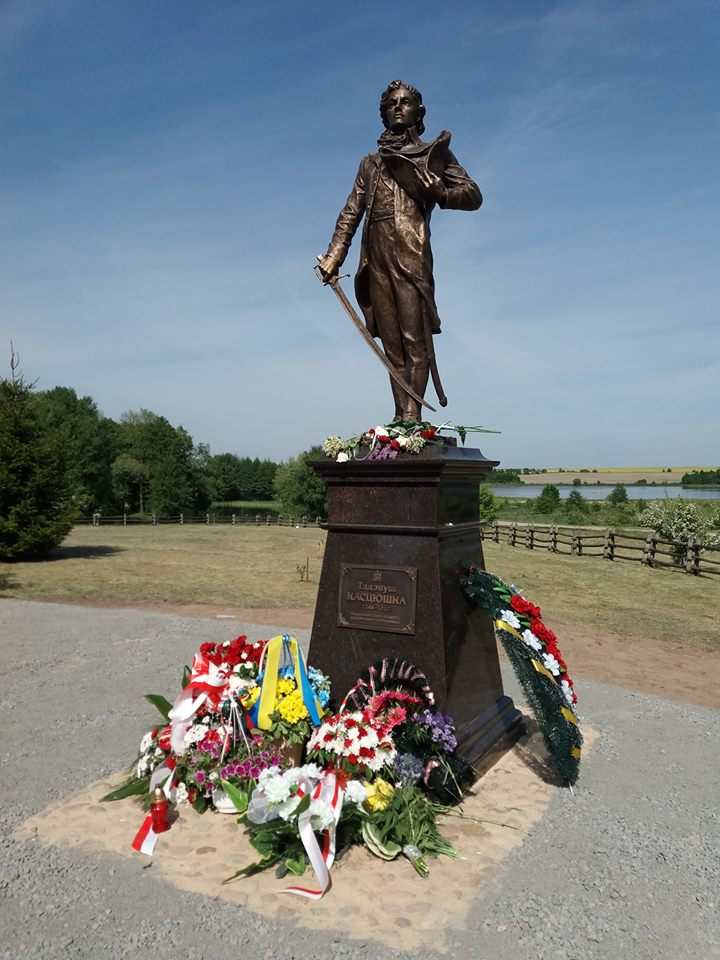
Pomnik Tadeusza Kościuszki według projektu rzeźbiarza Henika Łojki

Henik Łojka jest twórcą unikatowych plenerów rzeźbiarskich Lehiendy ź piasku, podczas których w piaszczystych wyrobiskach lub na brzegach rzek rzeźbiarze i wolontariusze lepią wielkie rzeźby. Planuje także stworzyć wielką rzeźbę z piasku ku czci 1000-lecia Litwy. 
Autor tablicy pamiątkowej ku czci Łarysy Hienijusz w Pradze. Jego praca zwyciężyła w konkursie na projekt tablicy pamiątkowej ku czci Łarysy Hienijusz, białoruskiej poetki i działaczki społecznej. Tablica ta została zainstalowana i uroczyście odsłonięta 9 sierpnia 2010 roku w Pradze, na domu, w którym mieszkała w czasie swojego pobytu w Czechosłowacji.
W lipcu 2017 roku wygrał konkurs na ustawienie pomnika Franciszka Skaryny w Kiszyniowie (w skwerze naprzeciwko ambasady Białorusi w Mołdawii). Konkurs został przeprowadzony przez Ministerstwo Kultury Białorusi.
W 2018 roku w Kosowie na Białorusi według projektu rzeźbiarza Henika Łojki na terenie muzeum-siedziby Kościuszków „Mereczowszczyzna” Kosowskiego Pałacu został ustawiony pierwszy na Białorusi pełnofigurowy pomnik Tadeusza Kościuszki.

## Odznaczenia
- Medal 100-lecia Białoruskiej Republiki Ludowej – 2019[9]